# Jackie (film fra 1921)
Jackie er en amerikansk stumfilm fra 1921 af John Ford.

## Medvirkende
- Shirley Mason som Jackie
- William Scott som Mervyn Carter
- Harry Carter som Bill Bowman
- Georgie Stone som Benny
- John Cook som Winter
- Elsie Bambrick som Millie